# Tiberiu Negrean
Tiberiu Negrean (n. 1 septembrie 1988, Cluj-Napoca, România) este un jucător român de polo pe apă. La Jocurile Olimpice de vară din 2012, el a concurat pentru echipa națională masculină de polo pe apă a României. Are 1,80 m înălțime.